# Szaxofon
A szaxofon (szax, szaxi) egyszerű nádnyelves fúvókával megszólaltatott fúvós hangszer. Fémből készült csöve bő, kúpos furattal rendelkezik, hanglyukakkal, billentyűkkel lehet rajta játszani. Sokféle méretben készül a sopranisszimótól a szubkontrabasszusig. Leggyakoribb a szoprán-, alt- és tenorszaxofon. A dzsesszben, a szórakoztató zenében, a katonazenekarokban használják elsősorban, de előfordul szimfonikus művekben és operákban is. Adolphe Sax (1814–1894) belga hangszerkészítő találmánya, az ő nevét viseli.

## Leírása

### A fúvóka

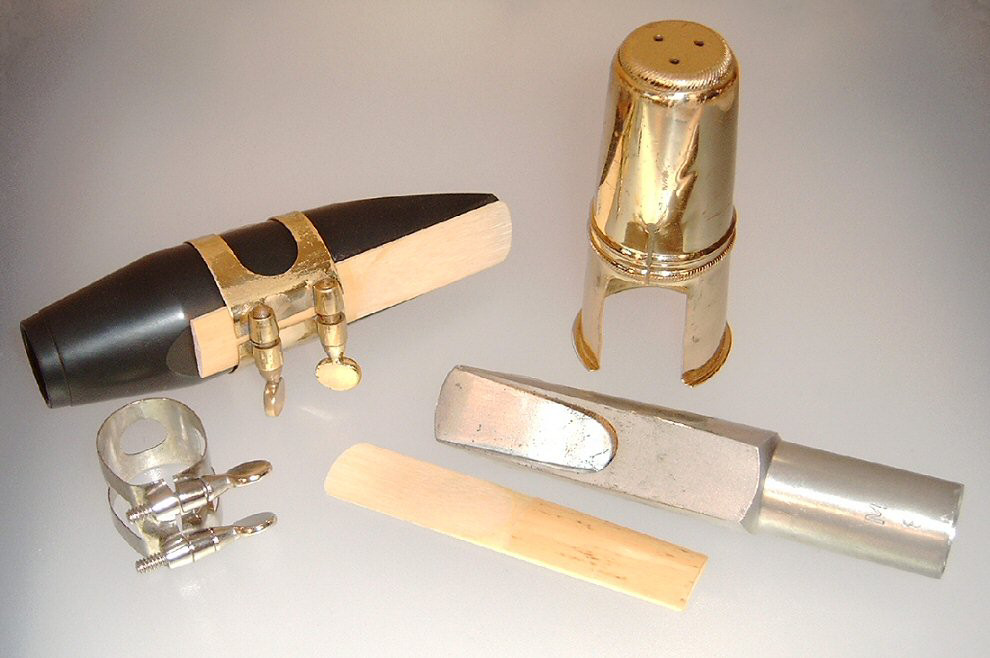
Tenor szaxofon fúvókája

A szaxofon fúvókája a klarinétéhez hasonló egynyelvű nádsíp. Ennek legfontosabb része egy kb. 1–2 mm vastag nádnyelvecske, mely a hangszer csutorájának alsó felén lévő befúvó nyílást fedi. Egyik vége rögzítve van, a másik, elvékonyított vége szabadon rezeghet. Megfúvásakor rácsapó nyelvként működik, tehát egyfajta szelepként periodikusan nyitja-zárja a befúvó nyílást, ezáltal nyomásingadozást hoz létre. A hangkeltés nyelvsíp jellege miatt a hangszer akusztikai szempontból egyik végén (a sípnál) zárt csőnek tekinthető. A nádnyelv rezgésszámát a test csőrezonanciájának móduszai határozzák meg. Mivel a nád a zenész alsó ajkával érintkezik, annak is szerepe van a hangképzésben, feszessége, szorítása hatással van a létrejövő hang színezetére. A nád minősége, elhasználódásának mértéke döntően befolyásolja a hangszer hangzását. A fúvóka anyaga ebonit, műanyag, üveg vagy fém.

### A test
A szaxofon teste sárgarézből készül, ennek ellenére nem soroljuk a rézfúvós hangszerek közé, mert megszólaltatási módja alapján eltér azoktól. Nem a tölcséres fúvókájú, hanem a nádnyelves hangszerek közé tartozik, és az a sajátossága, hogy hangsorait hanglyukakkal, billentyűkkel lehet előállítani, a fafúvós hangszerekkel rokonítja. Fúvókájának működési elve alapján a klarinéttel rokon, de csövének kúpszerű furata alapján az oboafélékhez is hasonlítható. Ez utóbbi jellegzetessége eredményezi azt, hogy átfúváskor a klarinéttól eltérően nem duodecimával (duodecima: oktáv + tiszta kvint), hanem az oboához hasonlóan oktávval emelkedik a hangmagassága.
Az altszaxofontól lefelé a hangszercsalád tagjainak teste többszörösen hajlított. Ezeknél a vízszintes helyzetű fúvóka egyszerű, vagy többszörös kanyarral, görbülettel csatlakozik a lefelé irányuló testhez, amelynek szűk tölcsérben végződő utolsó szakasza felfelé görbülve folytatódik, majd a legvége kissé kifelé néz.
A szaxofon 19–24 billentyűvel van felszerelve, amelyek a bő furat következtében többnyire nagy átmérőjű hanglyukakat nyitják-zárják. Fogástechnikája nagyjából a Böhm-rendszerhez, tehát például a fuvoláéhoz hasonló. A többi hangszerhez a fúvóka kismértékű ki-be tologatásával lehet a hangszert hangolni.

## Hangszercsalád
Adolphe Sax eredetileg tervezett hangszercsaládjának összesen 8 tagja volt, később a család további tagokkal bővült. Ezek egy kivétellel transzponáló hangszerek, a leggyakrabban használt típusok 2b előjegyzésbe (B hangolású szaxofonok) és 3b előjegyzésbe transzponálnak (Esz hangolású szaxofonok).
| szaxofon                   | alaphang     | hangterjedelem | leggyakoribb forma                                                       | egyéb                                               |
| -------------------------- | ------------ | -------------- | ------------------------------------------------------------------------ | --------------------------------------------------- |
| szopranisszimo v. soprillo | b'           | a1 - desz4     | egyenes                                                                  | ritka                                               |
| f-szopranino               | f'           | e1 - b³        | -                                                                        | Nem épült meg. Maurice Ravel írja elő a Bolero-ban. |
| szopranino                 | esz'         | d1 - asz³      | egyenes                                                                  | elég ritka                                          |
| c-szoprán                  | c'           | h - f³         | egyenes                                                                  | ritka, nem transzponáló hangszer                    |
| szoprán                    | b            | a - esz³       | egyenes                                                                  | gyakori, tagja a szaxofonkvartettnek                |
| mezzoszoprán               | f            | e - b²         | a test hajlított                                                         | ritka                                               |
| alt                        | esz          | d - asz²       | a test hajlított                                                         | gyakori, tagja a szaxofonkvartettnek                |
| c-melody                   | c            | H - f²         | a test és a nyak is hajlított                                            | elég ritka                                          |
| tenor                      | B            | A - esz²       | a test és a nyak is hajlított                                            | gyakori, tagja a szaxofonkvartettnek                |
| bariton                    | Esz          | C - asz1       | a test hajlított, a nyak többszörösen                                    | gyakori, tagja a szaxofonkvartettnek                |
| basszus                    | Kontra B     | Asz 1 - esz1   | a test hajlított, a nyak többszörösen                                    | elég ritka                                          |
| kontrabasszus              | Kontra Esz   | D1 - asz       | a test hajlított, a nyak többszörösen, súlya miatt nyakra nem függesztik | ritka                                               |
| szubkontrabasszus          | Szubkontra B | A2 - esz       | csak rendkívüli, tubax alakú formában létezik                            | ritka                                               |

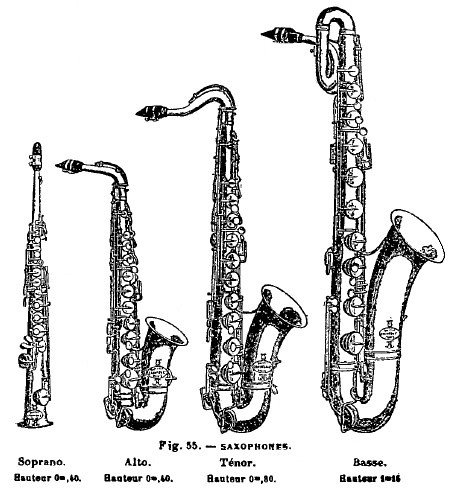
a szaxofonkvartett tagjai

Sax eredetileg két sorozat hangszert tervezett és épített meg, hangversenytermi használatra egy C-re és F-re hangolt sorozatot, a katonazenekaroknak pedig egy B és Esz hangolású szériát. Mivel a hangszer elsősorban a katonazenekarokban gyökeresedett meg, jelenleg szinte kizárólag az utóbbi sorozat van használatban. Ritka kivétel például a C-melody szaxofon, amely C hangolású, tiszta oktávval lefelé transzponáló hangszer.
A Sax által tervezett szubkontrabasszus szaxofon eredeti formájában csak két példányban épült meg, ezeken a játék lehetetlen, feltehetően kiállítások illusztrációjaként szolgáltak. Az akusztikai problémák kiküszöbölésére a 20. század végén a Benedikt Eppelsheim szaxofongyártó cég szűkebbre méretezte a kontrabasszus és szubkontrabasszus szaxofon csövét, és így született meg az Esz- és a B-tubax, egy a szaxofonok hangszercsaládjához nagyon közel álló hangszertípus.
Leggyakrabban a szoprán, az alt, a tenor és a baritonszaxofont használják, ezek alkotják a szaxofon-kvartettet is, amelyben a szopránt néha egy másik alt hangszerrel helyettesítik.

## Története

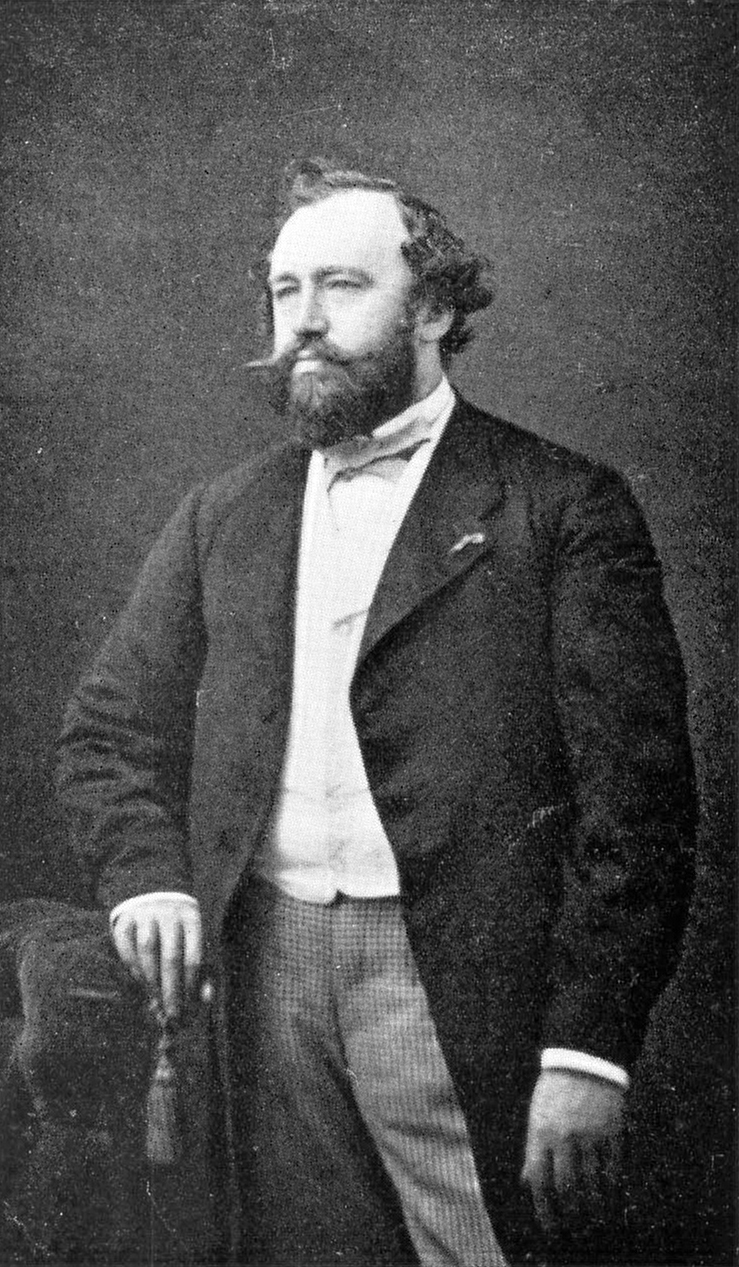
Adolphe Sax

A szaxofon atyja Adolphe Sax (1814–1894) belga hangszerkészítő volt, akinek munkálkodása, sok újítása több területen is jelentősen előmozdította a fúvós hangszerek fejlődését. A legelső szaxofon Párizsban, 1842-ben született, basszus hangfekvésben, C hangolásban, és már minden lényeges vonásában a mai szaxofonokhoz hasonlított: bő méretezésű, kónikus fém teste, egynyelvű nádsíppal működő fúvókája és a korában újdonságnak számító Böhm-rendszerű billentyűzete volt. Formája ekkor még a korszakban elterjedt ophikleid nevű billentyűs rézfúvós basszushangszert idézte, keskeny U alakban megtört, függőleges állású csöve volt. Az ötlet, a billentyűs jelzőkürtök csövének és a klarinét fúvókájának összeházasítása sikeresnek bizonyult, Berlioz, felkarolta a találmányt. Chant Sacré (1844) című művében már szerepelt az új hangszer, a bemutatón maga Sax játszott rajta, aki klarinétművész is volt.
Sax 1846-ban 20 éves szabadalmat kapott az új hangszercsaládra. A francia hadsereg zenekarainak teljes átszervezése és a Sax által kreált újdonságok (szaxkürtök, szaxofonok, szaxtrombiták) bevonása ezekbe a zenekarokba alkotójukat monopolhelyzetbe emelte a hadsereg hangszerellátása terén. A koncerttermekben és operákban azonban az új hangszer sokkal lassabban terjedt el, annak ellenére, hogy Meyerbeer, Bizet, Debussy, Ravel, Stravinsky, Hindemith, Bartók és Alban Berg is alkalmazta műveiben.
A szaxofon a legfényesebb pályát az 1920-as évektől kezdve a dzsesszben és a szórakoztatózenében futotta be, de műkedvelő hangszerként is a fúvós hangszerek között páratlan népszerűségnek örvend.

## Híres szaxofonisták
- Julian Adderley (1928–1975) alt, be-bop, hard bop, soul
- Sidney Bechet (1897–1959) szoprán, blues, jazz
- John Coltrane (1926–1967) szoprán, tenor, hard bop, free jazz
- Stan Getz (1927–1991) tenor, be-bop, jazz cool, latin jazz
- Dexter Gordon (1923–1990) tenor, be-bop, hard bop
- Coleman Hawkins (1904–1969) tenor, swing
- Johnny Hodges (1906–1970) alt, swing
- Gerry Mulligan (1927–1996) bariton, jazz cool
- Charlie Parker (1920–1955) alt, be-bop
- Sonny Rollins (1930–) tenor, be-bop, hard bop
- Lester Young (1909–1959) tenor, swing
- Roland Kirk (1936–1977) alt, tenor, szoprán, és ezek kombinációi
- Jan Garbarek (1947–) tenor, szoprán
- David Murray (1955) tenor szaxofon
- Don Braden(wd) (1963–) tenor szaxofon

## Videó
- Szubkontrabasszus szaxofonnal előadott zenemű fúvóskísérettel
- Blues kontrabasszus szaxofonnal